# 西班牙國 (1936年—1975年)
西班牙国（西班牙語：Estado Español）是指西班牙历史上1936年－1975年弗朗西斯科·佛朗哥实行独裁统治的时期。1931年建立的西班牙第二共和国于1936年陷入西班牙内战。内战一方是德國、意大利支持的，由佛朗哥将军率领的右翼反共和政府武装，另一方是苏联和墨西哥支持的左翼政府军及共产国际纵队。1939年4月1日，佛朗哥一方获得胜利，西班牙内战结束，西班牙第二共和国正式解体，佛朗哥成立独裁政权。在这段时期，西班牙在名义上恢复君主制但王位悬空，佛朗哥担任“考迪罗”，王室仍获得特权及保护。
二战中，佛朗哥政府很少参与军事行动，尽量保持中立。但由于在二战前后和轴心国的种种联系，例如派遣藍色師協助德國和苏联作战、在盟軍入侵意大利中向軸心國提供情報，因此佛朗哥政府在战后受到了战胜国的排斥。但又因冷战的背景以及佛朗哥的反共主义意识形态，为了让政权得以延续，西班牙试图向美国一方靠拢。佛朗哥时期禁止成立独立政党和工会。50年代末，一份关于经济政策的法案正式颁布，这为西班牙大规模的外国投资开辟了道路。
1969年10月30日，佛朗哥将军政大权交由指定接班人胡安·卡洛斯监督管理，但这个独裁体制大致上维持到1975年11月20日佛朗哥病逝。西班牙国会公告胡安·卡洛斯王子將成为西班牙国王，并于11月27日举行了受膏登基的仪式，是爲胡安·卡洛斯一世。佛朗哥生前，胡安·卡洛斯一世曾答应这个政权会持续下去，但他病逝后随即实行民主改革，解除维持36年的党禁，带领西班牙走向民主。西班牙进入民主转型期。1978年12月30日西班牙国会制定新宪法，统治西班牙四十年的独裁政权正式垮台，而胡安·卡洛斯一世直到2014年6月19日退位，其子費利佩六世繼位。

## 建立
1931年，左派社会主义-共和执政联盟在西班牙大选中获胜，宣布西班牙第二共和国成立，要将西班牙建设成社会主义共和国。第二共和国通过了新宪法和许多左派改革措施，大大削弱了天主教的势力。这引起了右翼和宗教人士的不满，引发社会动荡。1936年7月17日，佛朗哥在西班牙本土和西属摩洛哥发动军事政变，得到了国内大多数右翼团体的支持，其中包括天主教神职人士、长枪党以及君主主义者。西班牙随后陷入三年内战，内战一方是苏联和墨西哥支持的第二共和国政府军及共产国际纵队，另一方是弗朗哥将军率领的右翼反共和政府武装，他们立刻得到了德国和義大利的支持，两国曾协助弗朗哥将非洲外籍军团空运到本土参战。安东尼奥·萨拉查统治下的葡萄牙，将这场内战称为“讨伐”、“失地再收复运动”，也对国民军提供了援助。由于共和政府在其统治期间迫害天主教会，一些天主教信徒也为国民军提供了援助，爱尔兰派出了天主教志愿军参战。英、美、法三国以「民族自決」的理由宣布不干涉。苏联和墨西哥则是共和政府的支持者。弗朗哥在1936年10月1日被管制国民军占领区的“国防委员会”（西班牙語：Junta de defensa nacional）认作形式上的“西班牙国家领袖”（西班牙語：Caudillo）。1936年11月，长枪党创始人何塞·安东尼奥·普里莫·德里维拉被执行死刑，随后的1937年4月，弗朗哥控制长枪党。此后，一些卡洛斯主义团体也被并入长枪党。长枪党成为弗朗哥时期的唯一政党，其意识形态包括国家工团主义、国家天主教主义、极权主义等，被合称为“长枪主义”（西班牙語：Falangismo），成为弗朗哥时期西班牙的主要意识形态。
通过一种全面而有条理的“消耗战”模式，佛朗哥的部下控制了西班牙许多地区，在这些地区，支持共和政府政策（包括区域自治、自由选举、给予妇女权利等）者大都被囚禁或处决。右派认为这些“敌对分子”构成了“反西班牙”的罪名。内战末期，根据官方给出的数据，至少有270,000人被囚禁，更有500,000人出走流亡，他们中的大部分人都被遣返，或是作为无国籍者被拘留在纳粹集中营中。6,000至7,000名西班牙流亡者在茅特豪森－古森集中營中死亡。1939年4月1日，第二共和国覆灭，弗朗哥成为西班牙的最高领导者。据估计，超过20万名西班牙人在独裁统治的初期丧命。

## 政府与政治
在1939年佛朗哥取得内战胜利后，传统主义西班牙国家工团主义进攻委员会方阵（长枪党）成为国内的唯一合法政党。最初，长枪党的“百人国民会议”成为临时立法机构，1942年《组织法》（Ley Organica）和《法庭法案》（Ley Constitutiva de las Cortes）通过后解散。1942年7月28日，立法机构“西班牙法庭”开放。
《组织法》规定政府负责国家的一切立法事务，西班牙法庭成为一个没有直选和普选的纯咨询机构。所有的内阁成员都是通过受“弗朗哥的恩惠”而成为国家和政府的领导者，弗朗哥从而垄断了立法权力。《全国公投法》（Ley del Referendum Nacional）在1945年通过，规定了“基本法律”需要通过公投，其中只有每个家庭的主人才能进行投票。地方上的城市议会同样只允许一家之主和当地企业进行投票，只有政府才可以委任市长。
《全国公投法》一共行使了两次：1947年，通过《继承法》，弗朗哥得到了“摄政王”的称号；1966年，通过了新的《组织法》，限制了弗朗哥的权力。在他30多年的独裁中，延续共和制度或是恢复旧的君主制的二选一问题一直存在着。他在1947年拒绝称王，且并不希望与君主主义的卡洛斯主义者（主张波旁王朝复辟）或共和主义的老长枪党为敌。1961年，他邀请哈布斯堡王朝的奥托·冯·哈布斯堡继承王位，遭到拒绝。1969年，他按照奥托的建议选择了年轻的胡安·卡洛斯一世为继承人。
1973年，年事已高的弗朗哥辞掉了政府首脑的职位，任命海军上将路易斯·卡雷罗·布兰科接任政府首脑，但弗朗哥仍是全国的最高领导者。布兰科在同年被刺杀，弗朗哥随后任命卡洛斯·阿里亚斯·纳瓦罗为新的政府首脑。

## 外交

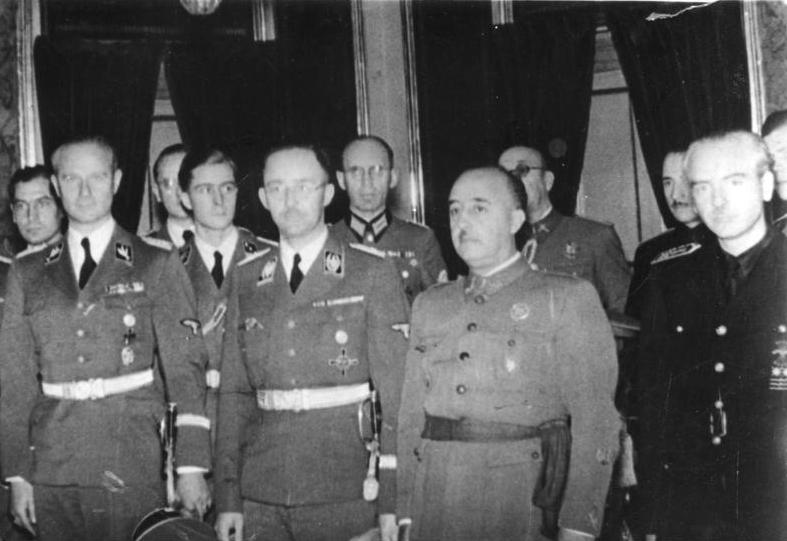
1940年10月，佛朗哥与德國的海因里希·希姆莱等代表

尽管在内战中得到德国和意大利的支持，但弗朗哥认为剛結束內戰的西班牙无法承受另一场大战，故在二战爆发时宣布保持中立，不过其与轴心国的联系依然紧密。此前的1939年3月，西班牙已经加入了反共产国际协定，并与德国和意大利签署了秘密友好条约。随着二战初期轴心国的顺利推进，弗朗哥逐渐向轴心国靠拢，1940年6月14日，佛朗哥趁法國戰敗派兵佔領了丹吉爾國際區（列強在摩洛哥的公共租界）。弗朗哥曾在希特勒的唆使下想出兵安道尔和直布羅陀，以及允許德軍通過西班牙领土並承諾軸心国在北非打赢会割北非西面（法屬摩洛哥等地區）予西班牙，但弗朗哥拒絕了全部要求。他们在苏德战争中派出了蓝色师团协同德军作战。但是在盟军逐渐取得主动权后，弗朗哥再次变得中立，但曾在盟軍入侵意大利的時候向德國提供情報，但后来德國才發現是情報是错的。在1943年底召回蓝色师团，1944年5月又和同盟国达成协议，关闭德国在丹吉尔的使馆、驱逐德国使节，以换取盟军的经济援助。1944年底盟军飞机获准进入西班牙境内，盟军情报人员也可以在西班牙活动。1945年西班牙軍隊撤離丹吉爾國際區。

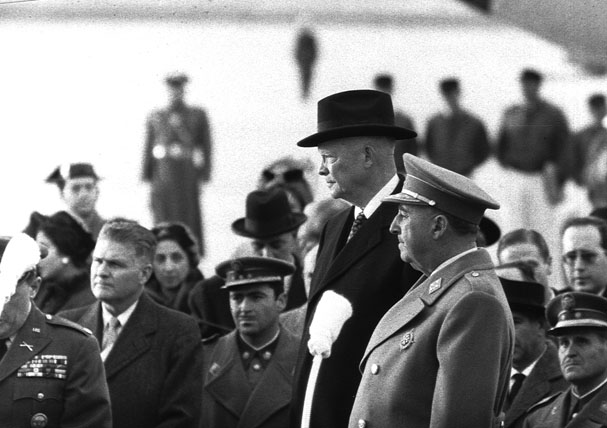
1959年，弗朗哥与美国总统艾森豪威尔

战后西班牙遭到西方国家的排斥：西班牙在联合国的资格被剥夺，在1946年12月的联合国大会上，西班牙的独裁政策被强烈谴责。根据会议上的决议，只要弗朗哥继续掌权，西国将不会获许参加各类国际机构。在此期间，阿根廷的胡安·庇隆军政府给予西班牙许多经济支持。由于西班牙的反共意识形态和美国的利益相吻合，美国在1940年代末至1950年代初试图与将其与西班牙的关系正常化。1950年9月美国给予西班牙6,000多万美元的援助。美国在1951年全面恢复与西班牙的外交关系。1953年弗朗哥政权得到罗马教廷承认。1955年西班牙重新加入联合国。1959年美国总统艾森豪威尔访西，受到热烈欢迎。但是，直至弗朗哥去世，西班牙和北非以及欧洲国家的紧张关系仍未缓解。
由於反共的立場，弗朗哥政府是少數於遷台後的中華民國維持邦交的歐洲國家之一，直到1973年。

## 军事
在停战后的第一年，弗朗哥便大大缩减了西班牙陆军的规模：内战刚刚结束时军队共有上百万人，但是在1940年早期已经缩减到25万人，大多数士兵都是2年制征召兵。后因弗朗哥考虑到西班牙被卷入二战的可能性，他放慢了裁军的速度。德国和意大利也给予许多资源和军备技术帮助西班牙重建，但弗朗哥一直保持中立，对外打出反共主张，而唯一的军事行动只有在巴巴罗萨作战中，派出蓝色师团对苏作战。1942年11月，同盟国在北非登陆，納粹德国和意大利發動安東行動進駐了维希法国，弗朗哥又把军队人数扩充到了75万人。即使当时弗朗哥基于财政问题放慢了扩军速度，西班牙的空军和海军的人数和预算仍在增长，在1945年空軍共有35,000人、海軍25,000名。直至战争的结束，西班牙陆军仍保有400,000人。

## 殖民地

西班牙在北非的殖民地

在整个弗朗哥时期中，西班牙都在试图保留其最后的殖民地。在1954年至1962年的阿尔及利亚战争中，马德里成为了法国右翼团体“秘密军事组织”的基地。尽管如此，弗朗哥依然被迫做出让步。1956年，法属摩洛哥独立，他被迫将西属摩洛哥割让给摩洛哥的穆罕默德五世，仅仅保留了几个飞地，即西属主权地。第二年，在伊夫尼战争（在西班牙语中又称为la Guerra Olvidada，即“被遗忘的战争”）中，摩洛哥王国入侵西属撒哈拉，但未能将之完全纳入国土。
1968年，在联合国压力下，弗朗哥被迫承认了殖民地赤道几内亚的独立，次年又将飞地伊夫尼割让给摩洛哥。此外，在1969年，西班牙为争取到英属直布罗陀的主权，决定关闭其与直布罗陀的边界，1985年边界才重新开启。
1975年，摩洛哥发动“绿色进军”入侵西属撒哈拉，重病在床的弗朗哥和摩洛哥、毛里塔尼亚签订《马德里协议》，承诺在次年初从西撒哈拉全部撤军，西属撒哈拉这块殖民地被放弃。

## 经济

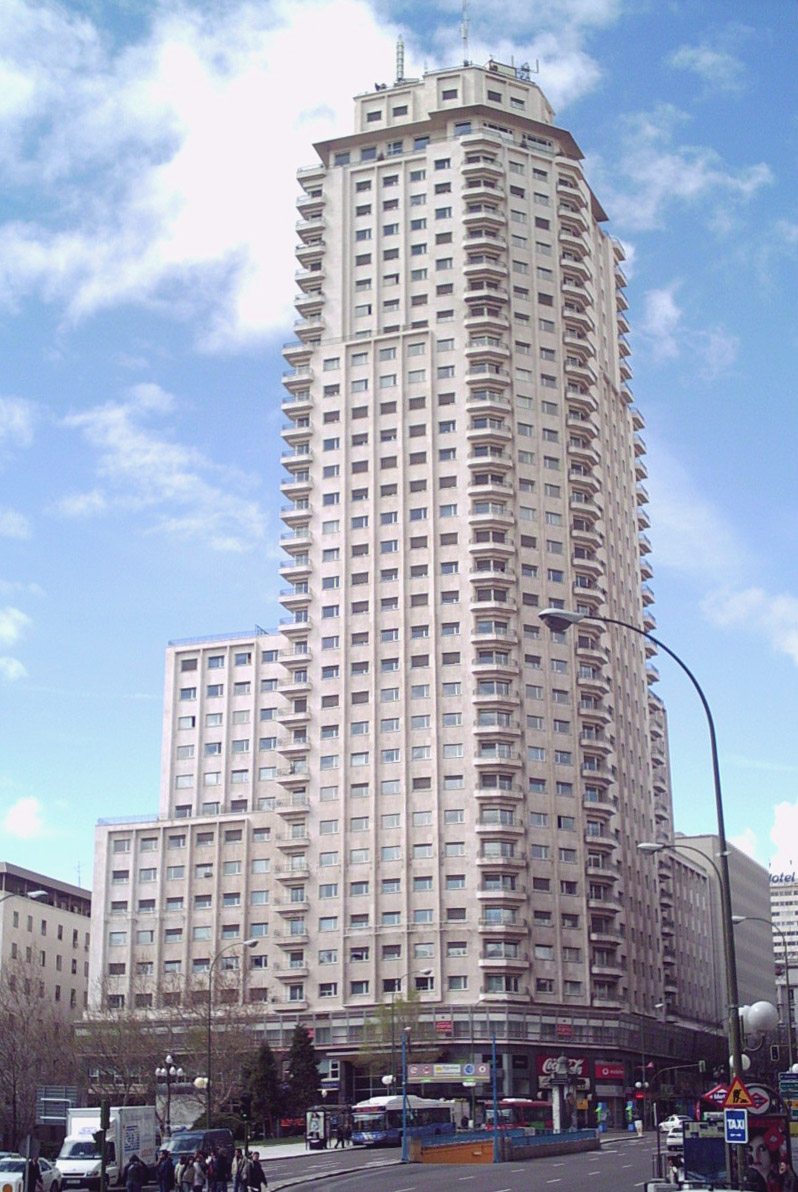
1957年建造，142米高的马德里塔是西班牙奇迹的象征

内战给西班牙的经济带来了灾难，基础设施遭破坏，劳动力大减，日常贸易活动受严重阻碍。弗朗哥统一西班牙后的十年中，经济稍有好转。弗朗哥最初实行封闭经济模式，几乎切断了一切对外贸易路线，使得西班牙经济陷入停滞。在此期间，只有黑市商人才能享受“富裕”。1940年，“西班牙工会组织”（Organización Sindical Española）成立，这个组织是西班牙唯一的合法工会，受政府控制。
自1959年弗朗哥将经济权力给予自由主义官僚后，政府实施了多项经济发展政策。西班牙经济快速发展，创造了“西班牙奇迹”（el milagro español）。同时，大规模的移民潮让国家摆脱了劳动力问题，也带来了国家急需的大量汇款。1960年代，西班牙经济高速发展，增速在当时处于世界第2名，仅次于日本。尽管在世界层面上，西班牙的物质生活水准已经相当高了，但仍然不及西欧发达国家，不过人均国内生产总值等数据与西欧国家的差距有所减小。在1970年代能源危机中，西班牙暴露了其在石油经济上的弊端，造成一连串政治危机，阻碍了经济的发展。

## 终结
弗朗哥于1975年11月20日逝世。11月22日，弗朗哥的指定继承人、胡安·卡洛斯王子宣布成为国王，开始了西班牙的三年民主转型时期。1976年11月西班牙议会以425票支持，59票反对，13票弃权的结果通过了《政治改革法》。1976年12月15日进行了全民公决，94%的投票者表示支持政治改革。在1976年至1977年大批政治犯被释放，1977年3月，罢工合法化，4月，结社自由化。新的《选举法》在1977年3月采用，使得西班牙的选举系统与其他议会民主制国家相同。1978年，西班牙宪法颁布。西班牙政治在此后逐渐步入稳定。

## 后世评价

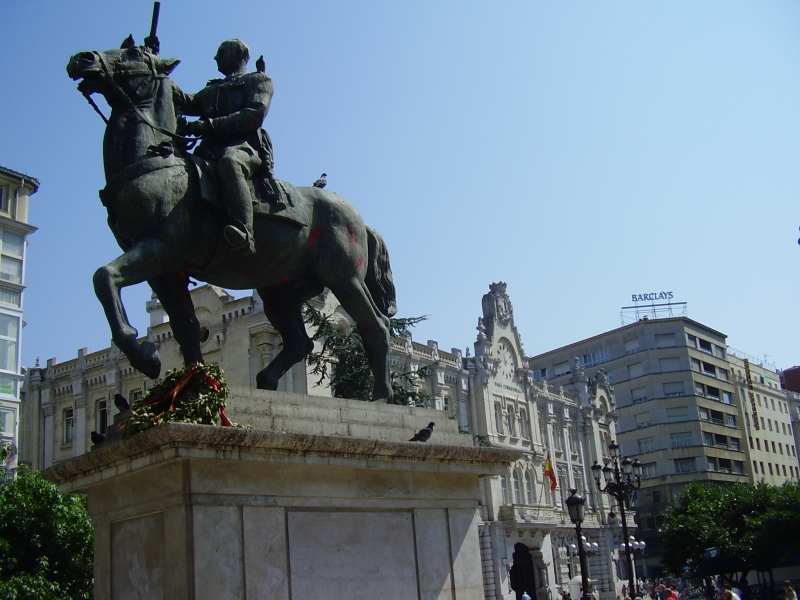
“弗朗哥将军”铜像，于桑坦德市政厅广场（在2008年底被撤下）

在西班牙国内外，对弗朗哥的评价大体上为毁誉参半。在德国，一支以维尔纳·默尔德尔斯（作为飞行员参与了格尔尼卡大轰炸）为名的中队被更名。2006年，欧洲议会议员、“波兰家族联盟”（Liga Polskich Rodzin）成员马切伊·吉尔提奇称弗朗哥“保护了欧洲的传统价值”。
2008年，最后一尊弗朗哥雕像倒下，全西班牙的弗朗哥雕像和弗朗哥主义的标志被基本移除。2004年西班牙成立“找回尊严以及还原弗朗哥时代记忆委员会”（Comisión para reparar la dignidad y restituir la memoria de las víctimas del franquismo）。由于弗朗哥的语言政策，加泰罗尼亚人和巴斯克人等对于弗朗哥的评价尤为不佳，他们在内战期间是弗朗哥的敌人。2006年3月欧洲议会对于弗朗哥政权时期的不尊重人权行为表示了“坚决谴责”，这是弗朗哥政权镇压行为第一次受国际谴责。尔后在西班牙的多个重要城市都建造了纪念碑，以纪念弗朗哥时期的受害者。
2008年，“修复历史记忆协会”开始了一次系统性的对于弗朗哥时代集体埋葬处的搜索。2007年西班牙通过了《历史记忆法》，旨在否定弗朗哥政权的合法性、强制所有公立机构清拆紀念弗朗哥的铜像，牌匾与所有其他标志、设立机制赔偿给受弗朗哥军法审判的受害者、禁止在纪念弗朗哥的地方（如墓地）进行政治活动（纪念被其统治下受害人的活动例外）、在一段时间内容许受弗朗哥迫害而流亡外国的人及其后人回国成为国民。此后调查工作转向调查迫害儿童事件，受迫害的儿童数目可能达到30万。

## 旗帜与纹章

### 旗帜
西班牙内战结束后，军队仍使用其在内战期间即兴创作的双色旗帜，但在1938年起旗帜上的国徽被替换为另一个（见下）。根据1945年7月生效的法案，军队中的指挥官旗被停用，10月11日，政府对旗帜进行了修改，加大了国徽中圣若望之鹰的尺寸，一直使用直至1977年。在弗朗哥时期，另有两面旗帜常常和西班牙国旗一同出现：一是长枪党旗（红-黑-红三纵色带，中央附长枪党徽），二是卡洛斯主义者的白底红勃根地十字旗。1977年1月21日政府对国徽进行了新一次修改。
- 国旗（1936–1938）
- 国旗（1938–1945）
- 国旗（1945–1977）
- 国旗（1977–1981）
- 长枪党旗
- 卡洛斯主义旗

自1940年至1975年弗朗哥使用带有“卡斯蒂利亚王家斜带”（Banda Real de Castilla）和带王冠的海格力斯之柱作为私人旗帜和国家元首旗。当胡安·卡洛斯在1969年至1975年作为“西班牙王子”时使用的私人旗帜是一面蓝底旗，上面带有王室纹章。这与他成为国王後的旗帜几乎相同，他们之间的区别只有王冠。
- 佛朗哥私人旗（1940–1975）
- 西班牙王子旗（1969–1975）

### 纹章
1938年，弗朗哥采纳了新的国徽，灵感据称来自于天主教君主在将摩尔人自格拉纳达驱逐出去之后使用的纹章，但是将西西里图案替换成了纳瓦拉图案，并在两边加入了海格力斯之柱。新国徽包括一只“圣若望之鹰”、天主教君主的捆箭、枷锁、海格力斯之柱以及带王冠的盾徽，盾徽上有卡斯蒂利亚、莱昂、阿拉贡、格拉纳达和纳瓦拉的标志。此外，还有“统一、伟大、自由”的格言标幅。1945年10月11日，政府对国徽进行了修改，这个版本的国徽一直使用直至1977年。1975年至1977年国旗仍沿用1945年版国徽，1977年1月21日政府对国徽进行了新一次修改，增加了黑鹰翅膀的展开幅度，将两支神柱移向翅膀以内，并将“统一、伟大、自由”的格言标幅移至鹰头之上。

国徽（1936–1938）
国徽（1938–1945）
国徽（1945–1977）
国徽（1977–1981）
佛朗哥私人纹章（1940–1975）
西班牙王子纹章（1969–1975）

### 引用
1. ↑  The Splintering of Spain, p.4. Cambridge University Press
2. ↑  The Splintering of Spain, p.7
3. ↑  Helen Graham, The Spanish Civil War: A Short Introduction (2005), p. 21
4. ↑  Graham (2005), p. 24
5. ↑  Indalecio Prieto, Palabras al viento, 2nd edn (Mexico City: Ediciones Oasis, 1969) pp. 247–8
6. ↑  Eduardo González Calleja, "La violencia y sus discursos: los límites de la 'fascistización' de la derecha española durante el régimen de la II República", in Ayer. Revista de Historia Contemporánea, No. 71, 2008, pp. 89–90
7. ↑  Eduardo González Calleja, 'Aproximación a las subculturas violentas de las derechas españolas antirrepublicanas españolas (1931– 1936)', Pasado y Memoria. Revista de Historia Contemporánea, No. 2, 2003, pp. 107–42
8. ↑  Eduardo González Calleja, "The symbolism of violence during the Second Republic in Spain, 1931–1936", in Chris Ealham and Michael Richards, eds, The Splintering of Spain: Cultural History and the Spanish Civil War, 1936– 1939 (Cambridge: Cambridge University Press, 2005) pp. 23–44, 227–30
9. ↑  Dominic Tierney. . Duke University Press. 2007-06-11: 63  [2012-11-30]. ISBN 978-0-8223-4055-3. （原始内容存档于2013-05-28）.
10. ↑  Paul Preston, Chapter 6 "The Making of a Caudillo" in Franco: A Biography (1993), pp. 171–198
11. ↑  Preston (1993), Chapter 10. "The Making of a Dictator: Franco and the Unification April 1937", p. 248–274
12. ↑  Helen Graham, "The memory of murder: mass killing, incarceration and the making of Francoism" in War Memories, Memory Wars. Political Violence in Twentieth-Century Spain
13. ↑  Franco's description: "The work of pacification and moral redemption must necessarily be undertaken slowly and methodically, otherwise military occupation will serve no purpose". Roberto Cantalupo, Fu la Spagna: Ambasciata presso Franco: de la guerra civil, Madrid, 1999: pp. 206–8.
14. ↑  Alejandro Quiroga, Making Spaniards, p.58. Palgrave, 2007
15. ↑  The Splintering of Spain, pp. 2–3 Cambridge University Press, ISBN 978-0-521-82178-0
16. ↑  .   [2014-04-06]. （原始内容存档于2014-06-26）.
17. ↑  .   [2014-04-06]. （原始内容存档于2009-10-15）.
18. 1 2  .   [2020-10-09]. （原始内容存档于2017-02-24）.
19. ↑  西班牙駐華代辦酒會 （页面存档备份，存于），典藏台灣
20. 1 2 3  Bowen, Wayne H.; José E. Álvarez. . Greenwood Publishing Group. 2007: 114  [2014-04-06]. ISBN 978-0-275-99357-3. （原始内容存档于2013-10-24）.
21. ↑  Payne, Stanley G. . University of Wisconsin Pres. 2011: 244  [2014-04-06]. ISBN 978-0-299-11074-1. （原始内容存档于2013-10-24）.
22. ↑  Sánchez, Antonio Cazorla. . John Wiley & Sons, Inc. July 2010: 58–60  [2013-04-23]. （原始内容存档于2013-10-21）.
23. ↑  .   [2020-10-09]. （原始内容存档于2017-02-24）.
24. ↑  . 2006-07-06  [2019-07-01]. （原始内容存档于2019-07-02） （英国英语）.
25. ↑  . 2005-03-17  [2019-07-01]. （原始内容存档于2019-07-02） （英国英语）.
26. 1 2  Primera condena al régimen de Franco en un recinto internacional （页面存档备份，存于）, EFE, El Mundo, 17 March 2006 （西班牙文）
27. ↑  Von Martyna Czarnowska, Almunia, Joaquin: EU-Kommission (4): Ein halbes Jahr Vorsprung 的存檔，存档日期2006-02-13., Weiner Zeitung, 17 February 2005 (article in German language). Accessed 26 August 2006.
28. ↑  . The Economist. 2008-09-27  [2008-10-06]. （原始内容存档于2008-10-05）.
29. ↑  Adler, Katya. . BBC News. 2011-10-18  [2014-04-06]. （原始内容存档于2018-07-24）.
30. ↑  Tremlett, Giles. . The Guardian. 2011-01-27  [2014-04-06]. （原始内容存档于2012-05-08）.